# Julius Brauns
Julius Johann Diedrich Adolph Brauns, född 8 januari 1857 i Ludwigslust, död 24 februari 1931 i Hamburg, var en tysk lingvist och stenograf.
Brauns studerade lingvistik och filologi i Berlin och Greifswald och var från 1881 verksam vid olika skolor i Hamburg. År 1884 blev han filosofie doktor vid Kiels universitet. Från 1922 arbetade Brauns som lektor i romanska språk vid Hamburgs universitet.
Brauns forskning utgjordes av undersökningar om de olika ljudgruppernas frekvens och den tid som skrivandet av disponibla tecken tar, samt byggde på rönen ett nytt stenografiskt system som han framställde 1888 och förbättrade i sitt arbete Lehrbuch der Stenographie (1893; andra upplagan 1896), följt av bland annat Lehrbuch der Redeschnellschrift (1897).
Vokalerna betecknar Brauns mestadels blott genom raka uppstreck, och Franz Xaver Gabelsbergers fria satsförkortning ersätter han med enbart symbolisk beteckning av slutljudskonsonanterna. Brauns system överflyttades även till svenska av hans i Sverige bosatte bror Wilhelm Brauns. 
Julius Brauns gifte sig med Elisabeth Menges 1884 och fick barnen Elisabeth, Magdalene, Erwin och Elfriede.